# Polygala bracteata
Polygala bracteata är en jungfrulinsväxtart som beskrevs av Alfred William Bennett. Polygala bracteata ingår i släktet jungfrulinssläktet, och familjen jungfrulinsväxter. Inga underarter finns listade i Catalogue of Life.